# Battaglia di Blue Licks
La battaglia di Blue Licks, combattuta il 19 agosto 1782, fu una delle ultime battaglie della guerra d'indipendenza americana. Avvenne dieci mesi dopo la famosa resa di Lord Cornwallis a Yorktown, che aveva concluso la guerra ad est. Su una collina nei pressi del fiume Licking nell'attuale Contea di Robertson (ma che allora era la contea di Kentucky (Virginia)), un gruppo di circa 50 lealisti statunitensi e canadesi con 300 nativi americani tesero un'imboscata e sconfissero 182 miliziani del Kentucky. Fu la peggiore sconfitta subita dal Kentucky nella guerra di frontiera.

## Contesto storico

### Spedizione Caldwell
Nonostante il grosso del British Army di Lord Cornwallis si fosse arreso a Yorktown nell'ottobre del 1781, ponendo virtualmente fine alla guerra ad est, i combattimenti proseguirono lungo la frontiera occidentale. Aiutati dalla guarnigione britannica di Fort Detroit, i nativi americani stanziati a nord del fiume Ohio raddoppiarono gli sforzi per cacciare i coloni statunitensi dalla Virginia occidentale (oggi Kentucky e Virginia Occidentale).
Nel luglio 1782 si tenne un incontro nei villaggi Shawnee nei pressi delle sorgenti del Mad River in Ohio Country, a cui parteciparono Shawnee, Delaware, Mingo, Wyandot, Miami, Odawa, Ojibway e Potawatomi. Il risultato fu che i 150 ranger britannici del capitano William Caldwell (dei Butler's Rangers) e circa 1100 indiani guidati dai lealisti della Pennsylvania Alexander McKee, Simon Girty e Matthew Elliott partirono all'attacco di Wheeling. Fu uno dei più grandi eserciti mandati contro gli statunitensi nel corso della guerra.
La spedizione fu annullata quando le guide dissero che George Rogers Clark, che gli indiani temevano più di qualsiasi altro comandante, stava per invadere l'Ohio dal Kentucky. L'esercito di Caldwell tornò al fiume Mad River per opporsi all'invasione, ma l'attacco non giunse mai. Infatti Clark mise una ricca flotta a pattugliare l'Ohio ma non aveva piani d'invasione. Molti guerrieri indiani tornarono a casa.

### Bryan Station
Caldwell ed altri 50 lealisti, sostenuti da 300 indiani, attraversarono l'Ohio entrando in Kentucky. L'intenzione era quella di cogliere di sorpresa e distruggere l'insediamento di Bryan Station, ma i coloni li scoprirono e si rifugiarono dietro la palizzata. Gli uomini di Caldwell e McKee assediarono Bryan Station il 15 agosto 1782, uccidendo tutto il bestiame dei coloni e distruggendone i raccolti, ma si ritirarono dopo due giorni quando seppero che stavano arrivando le milizie del Kentucky. Caldwell perse 5 indiani morti e 2 feriti durante il breve assedio.

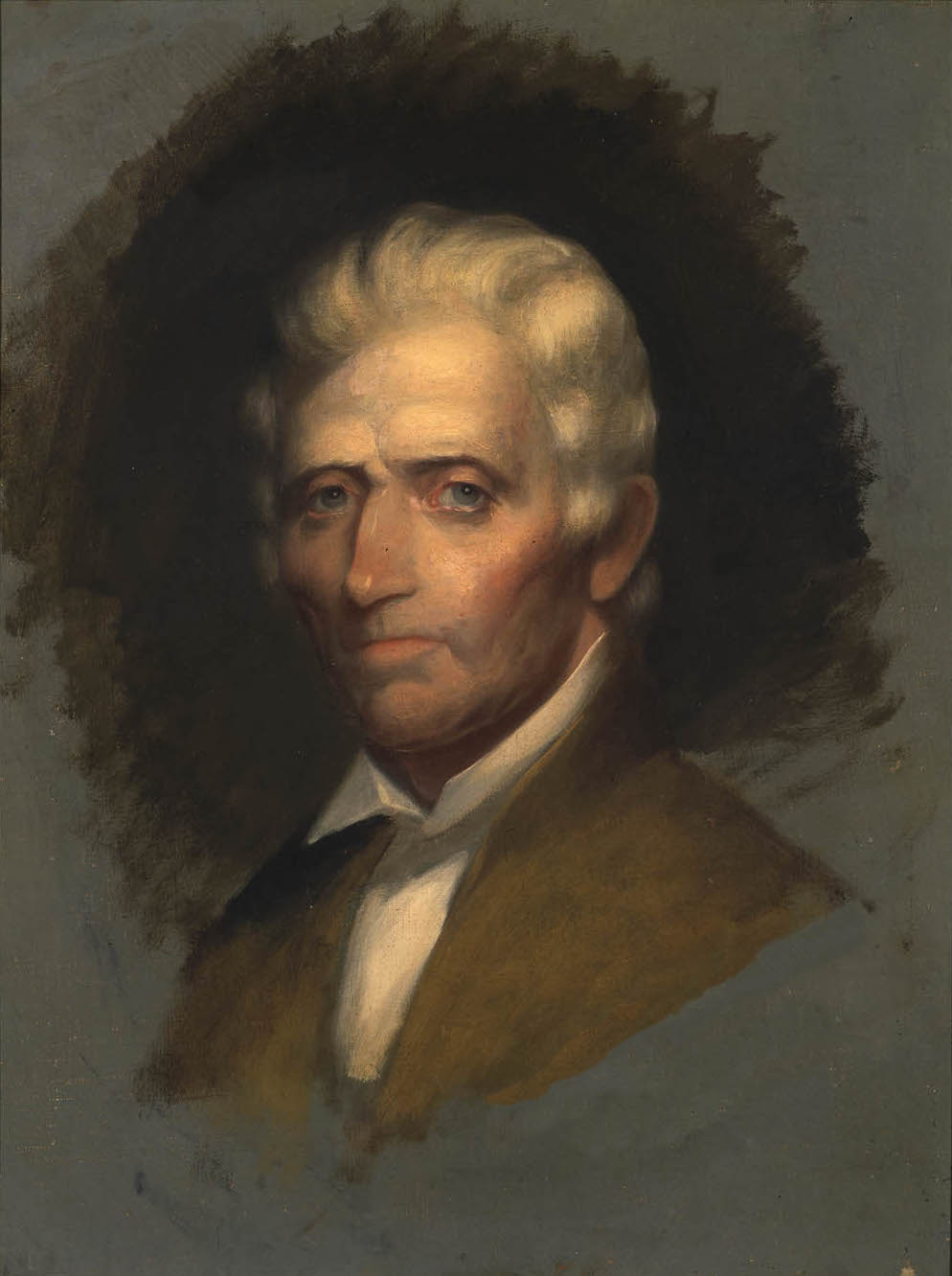
Questo ritratto ad olio del 1820 di Chester Harding è l'unico ritratto di Daniel Boone fatto mentre era in vita. Boone, ottantacinquenne e a pochi mesi dalla morte, doveva essere tenuto da un amico mentre l'artista lavorava.

La milizia giunse a Bryan Station il 18 agosto. Tra loro c'erano 47 uomini della contea di Fayette e 135 della contea di Lincoln. L'ufficiale più alto in grado, il colonnello John Todd della contea di Fayette, era al comando. Ad aiutarlo c'erano due tenenti colonnello, Stephen Trigg della contea di Lincoln e Daniel Boone di quella di Fayette. Benjamin Logan, colonnello della milizia di Lincoln, stava reclutando uomini e non era ancora arrivato.
Le milizie avrebbero potuto inseguire subito il nemico, per impedirgli di fuggire, o aspettare l'arrivo di Logan con i rinforzi. Daniel Boone avrebbe voluto aspettare. Logan era a solo un giorno di distanza, ma il maggiore Hugh McGary mise fretta a Boone per inseguire gli indiani. McGary convinse gli altri che sarebbero stati codardi se non li avessero inseguiti e Boone fu obbligato a partire. Gli abitanti del Kentucky scelsero di inseguire in nemico, che aveva 60 km di vantaggio. Partirono a cavallo lungo un vecchio sentiero di caccia al bufalo prima di accamparsi al tramonto.

## Battaglia
Il mattino del 19 agosto le milizie del Kentucky raggiunsero il Licking nei pressi di una sorgente con depositi di sale nota come Lower Blue Licks. Alcuni ricognitori indiani furono visti guardare da oltre il fiume. Dietro i ricognitori c'era una collina attorno alla quale il fiume girava. Il colonnello Todd convocò un consiglio chiedendo a Daniel Boone, l'esploratore più esperto, cosa pensava. Boone disse che stava diventando molto sospettoso a causa del percorso scontato che gli indiani stavano seguendo. Pensava che gli indiani li stessero attirando in un'imboscata.
Hugh McGary, ansioso di non mostrarsi codardo, chiese di attaccare immediatamente. Quando nessuno lo ascoltò, montò a cavallo e attraversò il guado. Gridò "Chi non è un vigliacco, mi segua". Gli uomini lo seguirono subito, così come gli ufficiali che speravano di ristabilire l'ordine. Boone ripeté "Verremo uccisi tutti" ed attraversò il fiume.
Molti uomini smontarono da cavallo e formarono una linea profonda molte righe. Avanzarono sulla collina, con Todd e McGary al centro, Trigg sulla destra e Boone a sinistra. Come sospettato da Boone, gli uomini di Caldwell stavano aspettando sull'altra riva, nascosti. Quando la milizia del Kentucky raggiunse la cima gli indiani aprirono il fuoco da corta distanza con precisione micidiale. Dopo soli cinque minuti il centro e la destra degli uomini del Kentucky furono sconfitti. Solo il gruppo di Boone a sinistra riuscì ad avanzare. Todd e Trigg, facili bersagli a cavallo, furono colpiti a morte.
I Kentuckiani iniziarono a fuggire giù dalla collina, combattendo corpo a corpo con altri indiani che li avevano aggirati. McGary raggiunse la compagnia di Boone dicendogli che tutti si stavano ritirando e che Boone era ora circondato. Boone ordinò ai suoi uomini di ritirarsi. Bloccò un cavallo senza cavaliere ed ordinò al figlio ventitreenne Israel Boone di montare. Si mise poi a cercare un cavallo per sé. Israel cadde subito a terra, colpito alla nuca. Boone capì che il figlio era morto, salì sul cavallo e si unì alla ritirata.

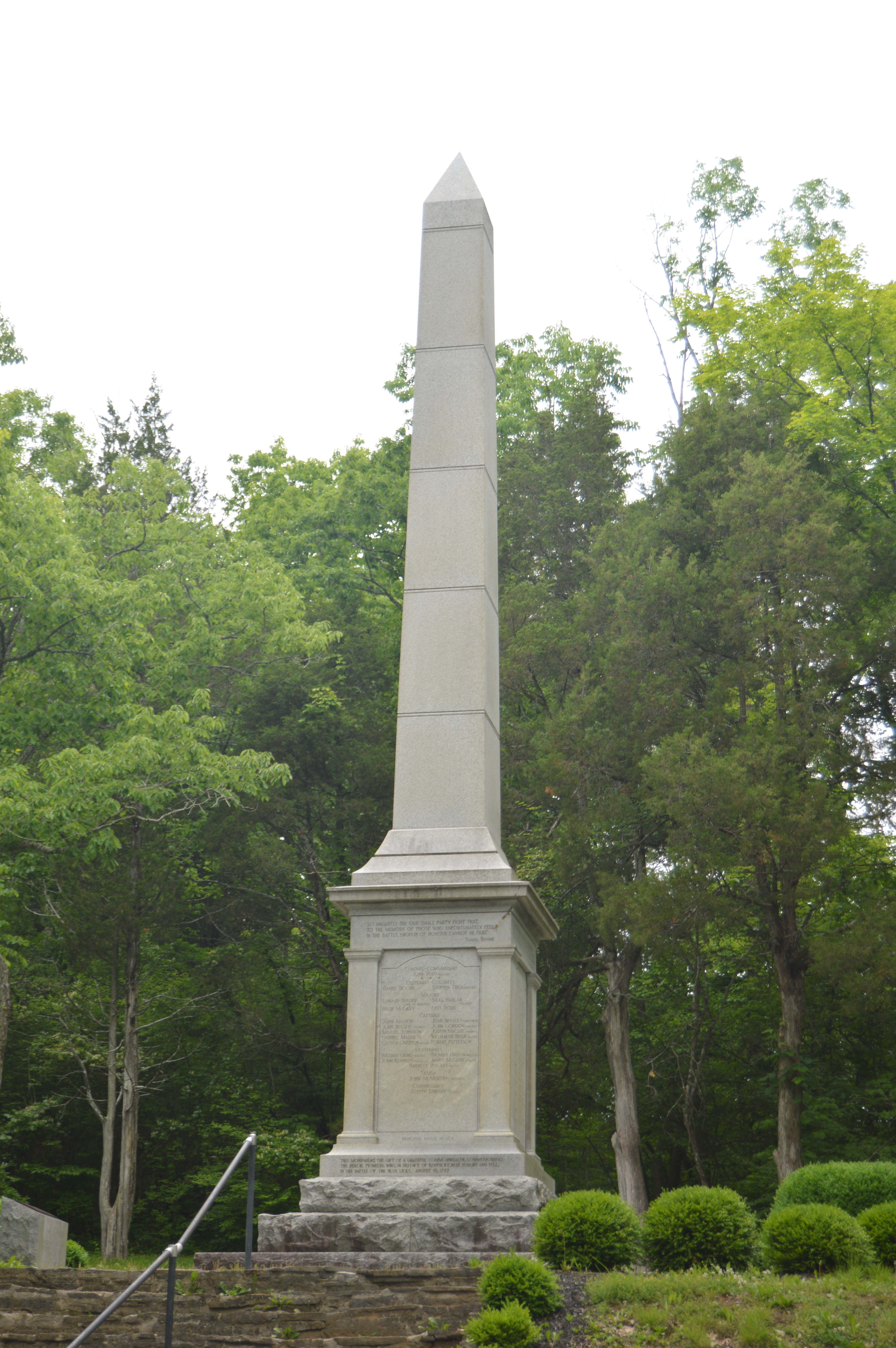
Monumento a Blue Licks Battlefield State Park

## Conseguenze
Nonostante non abbia preso parte alla battaglia, George Rogers Clark, da ufficiale anziano della milizia, fu criticato duramente in Kentucky per aver permesso ai britannici di attraversare il fiume causando il disastro di Blue Licks. Per vendicarsi Clark organizzò un raid punitivo oltre l'Ohio nel novembre 1782. Il suo gruppo era composto da oltre 1000 uomini, compresi Benjamin Logan e Daniel Boone. Gli uomini del Kentucky distrussero cinque villaggi Shawnee disabitati sul fiume Great Miami nell'ultima grande offensiva della guerra d'indipendenza. Non ci furono battaglie, dato che gli Shawnee si rifiutarono di restare e fuggirono nei villaggi del Mad River.
Quattro anni dopo i villaggi indiani del Mad River sarebbero stati distrutti da Benjamin Logan allo scoppio della guerra indiana del Nord-Ovest. Hugh McGary incontrò il capo Shawnee Moluntha e gli chiese se avesse partecipato a Blue Licks. In realtà gli Shawnee non vi avevano preso parte, essendo gli indiani Wyandot. Moluntha annuì, e McGary lo uccise con un tomahawk. Moluntha si era volontariamente e pacificamente arreso, sventolando una bandiera statunitense ed una copia del trattato di pace firmato l'anno prima, credendo di ottenere in questo modo protezione. Il colonnello Logan prese subito il posto di McGary al comando ed ordinò che fosse sottoposto a corte marziale per aver ucciso un prigioniero. McGary fu sospeso dal servizio per un anno, ma non subì altre punizioni.

## Retaggio
Il luogo della battaglia di Blue Licks viene ricordato nel Blue Licks Battlefield State Park, sulla U.S. Route 68 tra Paris e Maysville, poco fuori dalla città di Blue Licks Springs. Il sito contiene un obelisco in granito, un cimitero ed un museo. Ogni agosto, nel fine settimana più vicino al 19, si inscena una rievocazione e si celebra un servizio funebre.